# Шулежко Олександра Максимівна
Олекса́ндра Макси́мівна Шуле́жко (Шелудько, нар. 1903, Михайлівка Драбівського району (нині Черкаської області) — пом. 1994, Київ) — вихователька, яка в роки німецької окупації врятувала від смерті і голоду 102 дітей, серед яких 25 дітей були євреями. Праведниця народів світу (1996).

## Життєпис
Олександра Шелудько народилася 1903 року в селі Михайлівка Золотоніського повіту (нині Черкаської області) в заможній селянській родині.
Закінчила гімназію і педагогічне училище.
1921 року вийшла заміж за священика Федора Шулежка, який згодом приєднався до Української автокефальної православної церкви. Після того, як чоловіка репресували 1937 року, Олександра сама залишилася з чотирма дітьми. Один син помер немовлям, другий загинув під час війни (згорів заживо танкістом), а доньки Алла і Лариса вижили.
Після окупації Черкас Олександра Максимівна створила притулок для багатьох осиротілих дітей, хоча при цьому ризикувала життям свої рідних доньок. Їй вдалось врятувала від смерті й голоду 102 дитини, з них 25 дітей були євреями.
Завдяки сміливості, винахідливості, знанню німецької мови їй вдалось вводити в оману німецьку окупаційну адміністрацію і поліцаїв. На невеличкій земельній ділянці притулок організував господарство: тримали курей, кіз, поросят, яких годували самі вихованці. Єврейських дітей у притулку записували як українців, греків, вірмен або татар залежно від особливостей зовнішності. Під час перевірок їх переховували в ізоляторі. Поліцаям говорили, що там тримають інфекційних хворих.
Відступаючи, німці примусово евакуювали і притулок. Хоча частину дітей Олександрі вдалось влаштувати в навколишніх селах, але з іншими довелось поїхати з німцями. Під час перебування у Теплику Вінницькій області, користуючись розгубленістю німців, Олександра Максимівна змогла повернутись з дітьми до Черкас.
Але там її чекала недовіра радянської адміністрації і заборона на спілкування з дітьми притулку і на роботу за фахом. Вона змогла лише влаштуватись на роботу до реєстратури в поліклініці. До 1968 року її підозрювали у співпраці з фашистами.
Та все ж завдяки священику Троїцької церкви отцю Омеляну їй було видано партизанський квиток, а згодом її знайшла заслужена нагорода — 1985 року їй вручили Орден Вітчизняної війни. Також вона стала двічі почесним донором СРСР, здавши за життя 150 літрів крові.
На старості років Олександра Максимівна переїхала до однієї з дочок у Київ. 1994 року вона пішла з життя.

## Нагороди і відзнаки
1968,1978 - Почесний донор СРСР 
1985 - орден "Великої Вітчизняної Війни 1941-45 років" 
1996 - Почесне звання  "Праведник народів світу" (посмертно)

## Пам'ять
11 червня 1996 року «Яд Вашем» присвоїв їй почесне звання «Праведник народів світу». Її ім'я також викарбувано на Стіні Пам'яті Алеї Праведників народів світу.
2008 року з друку вийшла книжка «Пам'яті славетної землячки», автори Раїса Загоріна, Таміла Шапіро, Черкаси, видавництво «Вертикаль».
5 серпня 2013 року в Черкасах на стіні будинку № 200 на вулиці Хрещатик відкрили меморіальну дошку на честь Олександри Шулежко.
22 грудня 2022 року колишню вул. Пушкіна в м. Черкаси було перейменовано на вул. Праведниці Шулежко.
2015 року вийшов присвячений їй документальний фільм "Олександра Шулежко. Доля праведниці".
2017 року Олександрі Максимівні присвоєно звання «Почесний громадянин міста Черкаси».
14 березня 2019 року в Черкасах відбулася презентація 2-го доповненого видання книги "Пам'яті славетної землячки".